# Senecio coronopifolius
Senecio coronopifolius là một loài thực vật có hoa trong họ Cúc. Loài này được Burm.f. miêu tả khoa học đầu tiên năm 1768.